# Vesicularia scaturigina
Vesicularia scaturigina är en bladmossart som beskrevs av Brotherus 1908. Vesicularia scaturigina ingår i släktet Vesicularia och familjen Hypnaceae. Inga underarter finns listade i Catalogue of Life.